# Merycoidodontidae
Mérycoidodontidés, Oréodontes
Famille
Les Merycoidodontidae (Mérycoidodontidés ou Oréodontes en français) sont une famille éteinte de mammifères artiodactyles, vivant en Amérique du Nord de l'Éocène au Miocène entre −48 millions d’années et −23 millions d’années.

## Description
Animaux assez lourds à l'aspect de suidés, de tapirs ou d'hippopotames, avec une longue queue.

## Liste de genres
- Sous-famille †Oreonetinae
  - †Bathygenys
  - †Megabathygenys
  - †Oreonetes
- Sous-famille †Leptaucheniinae
  - †Limnenetes
  - †Leptauchenia
  - †Sespia
- Sous-famille †Merycoidodontinae (syn. Oreodontinae)
  - †Merycoidodon (syn. Blickohyus, Genetochoerus, Oreodon, Otionohyus, Paramerycoidodon, Prodesmatochoerus, Promesoreodon, Subdesmatochoerus)
  - †Mesoreodon
- Sous-famille †Miniochoerinae
  - †Miniochoerus (syn. Paraminiochoerus, Parastenopsochoerus, Platyochoerus, Pseudostenopsochoerus, Stenopsochoerus)
- Sous-famille †Desmatochoerinae
  - †Desmatochoerus
  - †Mesoreodon
- Sous-famille †Promerycochoerinae
  - †Promesodreodon
  - †Promerycochoerus
  - †Merycoides
- Sous-famille †Merychyinae
  - †Oreodontoides
  - †Paroreodon
  - †Merycoides
  - †Merychyus
- Sous-famille †Eporeodontinae
  - †Dayohyus (syn. Eucrotaphus)
  - †Eporeodon
- Sous-famille †Phenacocoelinae
  - †Phenacocoelus
  - †Hypsiops
- Sous-famille †Ticholeptinae
  - †Mediochoerus
  - †Ticholeptus
  - †Ustatochoerus
  - Sous-famille †Merycochoerinae
  - †Merycochoerus
  - †Brachycrus
- Genres non placés dans une sous-famille :
  - †Aclistomycter
  - †Pseudogenetochoerus
  - †Pseudoleptauchenia